# Бундесмарине
Бундесмарине (нем. Bundesmarine — федеральный флот) — неофициальное наименование военно-морских сил Федеративной Республики Германии (ФРГ) в 1956—1995 годах. Официальное наименование: Марине (нем. Marine — морской флот).

Флаг кораблей и судов вспомогательного флота Бундесмарине.

После объединения Германии в 1990 году, и последовавшим вслед за этим объединением ВМС ФРГ с Фольксмарине бывшей Германской Демократической Республики (ГДР), наименование Бундесмарине ещё некоторое время использовалось, но в 1995 году было окончательно изменено на Дойчемарине (нем. Deutsche Marine — немецкий флот).